# Trophée Clarins 2024 - Doppio
Il doppio femminile del torneo di tennis professionistico Trophée Clarins 2024, facente parte della categoria WTA 125 nell'ambito del WTA 125 2024, si gioca dal 13 al 19 maggio a Parigi, in Francia. Anna Danilina e Vera Zvonarëva erano le campionesse in carica, ma Danilina ha scelto di partecipare nel concomitante torneo di Parma. Zvonarëva ha fatto coppia con Cristina Bucșa, ma sono state sconfitte nei quarti di finale da Xu Yifan e Zhang Shuai.
In finale Asia Muhammad e Aldila Sutjiadi hanno sconfitto Monica Niculescu e Zhu Lin con il punteggio di 7-6(3), 4-6, [11-9].

## Teste di serie
1. Cristina Bucșa /  Vera Zvonarëva (quarti di finale)

1. Ulrikke Eikeri /  Ingrid Neel (quarti di finale)

## Tabellone

### Legenda
| - Q = Qualificato - WC = Wild card - LL = Lucky loser | - ALT = Alternate - SE = Special Exempt - PR = Protected Ranking | - w/o = Walkover - r = Ritirato - d = Squalificato |

|  | Quarti di finale | Quarti di finale      | Quarti di finale    | Quarti di finale | Quarti di finale |  |  | Semifinali | Semifinali            | Semifinali | Semifinali               | Semifinali |   |     | Finale | Finale                        | Finale | Finale | Finale |  |
|  |                  |                       |                     |                  |                  |  |  |            |                       |            |                          |            |   |     |        |                               |        |        |        |  |
|  | 1                | C Bucșa V Zvonarëva   | 2                   | 6                | [3]              |  |  |            |                       |            |                          |            |   |     |        |                               |        |        |        |  |
|  |                  | Y Xu S Zhang          | 6                   | 2                | [10]             |  |  |            | Y Xu S Zhang          | 5          | 6                        | [8]        |   |     |        |                               |        |        |        |  |
|  |                  | M Katō F-h Wu         | 4                   | 6                | [6]              |  |  |            | A Muhammad A Sutjiadi | 7          | 4                        | [10]       |   |     |        |                               |        |        |        |  |
|  |                  | A Muhammad A Sutjiadi | 6                   | 2                | [10]             |  |  |            |                       |            |                          |            |   |     |        | Asia Muhammad Aldila Sutjiadi | 7      | 4      | [11]   |  |
|  |                  | E Hozumi M Ninomiya   | E Hozumi M Ninomiya | 2                | 4                |  |  |            |                       |            | Monica Niculescu Zhu Lin | 63         | 6 | [9] |        |                               |        |        |        |  |
|  |                  | M Niculescu L Zhu     | M Niculescu L Zhu   | 6                | 6                |  |  |            | M Niculescu L Zhu     | 6          | 5                        | [15]       |   |     |        |                               |        |        |        |  |
|  |                  | G Minnen H Watson     | G Minnen H Watson   | 6                | 7                |  |  |            | G Minnen H Watson     | 0          | 7                        | [13]       |   |     |        |                               |        |        |        |  |
|  | 2                | U Eikeri I Neel       | U Eikeri I Neel     | 3                | 63               |  |  |            |                       |            |                          |            |   |     |        |                               |        |        |        |  |